# Wei Xiaoyuan
Dans ce nom chinois, le nom de famille, Wei, précède le nom personnel.
Pour les articles homonymes, voir Wei.
Wei Xiaoyuan (en chinois : 魏晓媛), née le 25 août 2004 au Guangxi, est une gymnaste artistique chinoise.

## Carrière
Wei Xiaoyuan est médaillée d'or aux barres asymétriques aux Championnats du monde de gymnastique artistique 2021 ainsi qu'aux Championnats du monde de gymnastique artistique 2022.
Aux Championnats d'Asie de gymnastique artistique 2022, elle est médaillée d'or par équipes ainsi qu'aux barres asymétriques.